# 駱駝函數
在公理集合論裡，駱駝函數（Gimel function）是把基數映射至基數的下列函數：
{\displaystyle \gimel \colon \kappa \mapsto \kappa ^{\mathrm {cf} (\kappa )}}
其中cf標記為共尾性函數，駱駝函數是用來研究連續統函數和基數指數函數。根據柯尼希定理，有{\displaystyle \gimel (\kappa )>\kappa }。